# Израэль, Джеймс
Джеймс Адольф Израэль (1848—1926) — немецкий врач, хирург, уролог.

## Биография
Происходил из еврейской семьи, которая эмигрировала с Пиренейского полуострова через Голландию в Мекленбург.
Изучал медицину в берлинском университете Фридриха Вильгельма. Ученик Людвига Траубе и Бернгарда фон Лангенбека.
В 1870 получил степень доктора медицины в том же университете.
Продолжил обучение в Вене, где в 1872 году работал ассистентом в Еврейской клинике.
Участник франко-прусской войны (1870—1871) — военный врач.
С 1875 г. исправлял обязанности старшего врача хирургического отделения Еврейской больницы в Берлине, в 1880 г. стал старшим врачом. Профессор (с 1894 года).

## Научная деятельность
Д. Израэль был пионером в области хирургии мочевыделительной системы.
Автор более 170 научных работ, из которых, основная часть, по вопросам урологии. Предложил операцию при гидронефрозе (1896), описал актиномикоз почки (1899).
Внес большой вклад в пластическую хирургию.
Одним из первых применил предложенные Д. Листером методы антисептики.
Был в числе организаторов издания «Folia Urologica». Спроектировал Lazarettzug, вид конной кареты скорой медицинской помощи.

## Избранные труды
- Fünf Fälle von diffuser Nephritis (1870);
- Angiectasie im Stromgebiete der A. tibialis antica (1877) ;
- Neue Beobachtungen auf dem Gebiete der Mykosen des Menschen (1878);
- Klinische Beitr ä ge zur Aktinomykose des Menschen (1885);
- Zwei neue Methoden der Rhinoplastik («Verhandlungen der Berliner medicinischen Gesellschaft», LII);
- Ueber Frühexstirpation einer carcinösen Niere (1887);
- Geheiltes Nierensarkom (1890);
- Nierenoperationen (в «Энциклопедическом. медицинском словаре» Виларе);
- Erfahrungen ü ber Nierenchirurgie (1894);
- Statistische Uebersicht ü ber 191 Nirenoperationen (доклад на международном съезде врачей в Москве в 1897 г.);
- Chirurgische Klinik der Nierenkrankheiten (1901);
- Die Chirurgie der Niere und des Harnleiters (1926) и др.